# Mường Lay
Mường Lay est une ville de la province de Điện Biên dans la région du Nord-ouest du Viêt Nam. 

## Géographie
La superficie de Mường Lay est de 114,035 km2. 